# Acide 12-hydroxyoctadécanoïque
L'acide 12-hydroxyoctadécanoïque est un acide carboxylique du type des acides gras, c'est-à-dire avec une longue chaîne carbonée mais contrairement à ceux-ci, cet acide porte un groupe alcool vers les deux tiers de sa chaîne.